# Гайдук, Юрий Игоревич
Ю́рий И́горевич Гайду́к (12 июля 1985, Львов, Львовская область) — украинский саночник, выступавший за сборную Украины с 2003 года по 2010-й. Участник двух зимних Олимпийских игр, многократный призёр национального первенства. Защищает честь спортивного клуба «Колос», мастер спорта.

## Биография
Юрий Гайдук родился 12 июля 1985 года в городе Львов, Львовская область. Активно заниматься санным спортом начал в возрасте тринадцати лет, в 2003 году прошёл отбор в национальную сборную и стал принимать участие в различных международных соревнованиях, в частности, дебютировал на этапах взрослого Кубка мира. Выступал сразу в двух дисциплинах, как в одноместных санях, так и в двухместных в паре с Андреем Кисем. В сезоне 2005/06 они сумели подняться до девятнадцатой строки мирового рейтинга сильнейших саночников и благодаря череде удачных результатов удостоились права защищать честь страны на зимних Олимпийских играх в Турине, где заняли впоследствии четырнадцатое место.
На чемпионате мира 2007 года в австрийском Иглсе Гайдук финишировал восемнадцатым, тогда как кубковый цикл завершил на шестнадцатой позиции. В 2008 году на мировом первенстве в немецком Оберхофе пришёл к финишу пятнадцатым, а на чемпионате Европы в итальянской Чезане показал четырнадцатый результат. На кубке мира 2008/09 занял шестнадцатое место общего зачёта, на мировом первенстве в американском Лейк-Плэсиде был четырнадцатым. Ездил соревноваться на Олимпийские игры 2010 года в Ванкувер, где вместе с Кисем поднялся до шестнадцатой позиции мужского парного разряда. На европейском первенстве в латвийской Сигулде показал девятое время, и это лучший его результат на чемпионатах Европы. Сразу после этих соревнований принял решение завершить карьеру профессионального спортсмена, уступив место молодым украинским саночникам.